# Chie Hirai
Chie Hirai (Japan, ca. 1975) is een Japans pianist en pianofortespeler.

## Levensloop
Hirai studeerde piano aan de Toho Gakuen School of Music in Tokio en behaalde een Bachelor in Muziek in 1997. Ze specialiseerde vervolgens in het spelen op pianoforte, onder leiding van Stanley Hoogland aan het Koninklijk Conservatorium in Den Haag, waar ze in 2002 haar Masterdiploma behaalde. Ze kreeg er ook de Nicolaïprijs als beste studente van haar jaar. 
Ze nam deel aan verschillende competities.
- In 2001 behaalde ze de Derde prijs in het internationaal pianoforteconcours gehouden in Brugge, in het kader van het Festival Musica Antiqua
- In 2004 was ze laureate met het Halcyon Ensemble in het Internationaal Van Wassenaer Concours, Amsterdam
- Hetzelfde jaar won ze in de IYAP (International Young Artist's Presentation) in Antwerpen.

Vanaf 2006 trad ze op tijdens verschillende Europese festivals. Ze nam deel aan een tournee in Oostenrijk met het Orfeo Barockorchester. 
Sinds 2006 trad ze regelmatig op met de cellist Hidemi Suzuki en met het ensemble Halcyon. Als soliste werkte ze een programma van recitals uit onder de noemer Composers fascinated by Viennese Pianos.
Als soliste en als continuospeler heeft ze samen met ensembles voor oude muziek deelgenomen aan tournees in Europa en Japan. Ze trad op in festivals zoals het Festival Musica Antiga in Barcelona, het Festival Oude Muziek Utrecht, het Festival Académies Musicales in Saintes, het Felicja Blumental International Music Festival in Israël en de Carinthische Sommer in Oostenrijk. In 2005 was ze de officiële begeleidster tijdens het concours Oude muziek in Brugge. Sinds 2007 nam ze regelmatig deel als jurylid bij de examens pianoforte aan de Conservatoria van Amsterdam en Den Haag.

## Discografie
Samen met Hidemi Suzuki heeft ze verschillende opnamen gemaakt, onder meer van werk van Felix Mendelssohn Bartholdy en Frédéric Chopin.